# 安達良紀
安達 良紀（あだち よしのり、1971年7月16日　- ）は、日本の実業家。クラスターテクノロジー社長。

## 経歴
1994年、九州東海大学工学部卒業。同年東神電気入社、1997年、クラスターテクノロジー入社。2007年、取締役、2017年より代表取締役社長。